# Piechowski (herb szlachecki)

Piechowski

Piechowski (Leliwa odmienny) – kaszubski herb szlachecki, według Przemysława Pragerta odmiana herbu Leliwa.

## Opis herbu
Opis z wykorzystaniem zasad blazonowania, zaproponowanych przez Alfreda Znamierowskiego:
W polu błękitnym półksiężyc złoty z takąż gwiazdą w środku. Bezpośrednio nad tarczą korona, z której klejnot: trzy pióra strusie. Labrów brak.
Według Emiliana Szeligi-Żernickiego, w herbie tym gwiazda jest srebrna, klejnot nieznany.

## Najwcześniejsze wzmianki
Herb z pieczęci jakiegoś Piechowskiego z XVIII wieku, oraz innej, podobnej, z 1800 roku.

## Rodzina Piechowskich
Stara rodzina szlachecka o nazwisku pochodzącym od wsi Piechowice. Pierwsza wzmianka o nazwisku z roku 1526 (Grzegorz Picz, Grzegorz Piechowski Nagniot, wdowa po Mikołaju Piechowskim i jej syn Maciej Piechowski). Rodowa posiadłość była z biegiem czasu dzielona na coraz większą liczbę działów, ale rodzina nabywała też działy w innych miejscowościach: Główczewice, Łąkie, Osowo, Czapiewice, Czarnowo, Dunajek, Lipie, Podlesie, Sarnowo, Stawiska, Wysoka Zaborska. Osiedlali się także w miastach: Kościerzyna i Chełmża oraz dzierżawili królewszczyzny Lipusz, Loryniec i pustkowia Kloc, Czarlina, Płocice, Bralewnica, Kałdowo.

## Herbowni
Piechowski (Pacoskie, Pichowski, Pichowsky, Piechowsky, Piechoski, Piechoskie, Piehowski, Piekowski) z przydomkami Nagniot, Żyła, Pażątka, Sieczka, Skoczek, Żuroch, Bronk, Heine, Kolat (Kołat), Proch (Rok), Szczęka, Woj. Część z nich miała charakter bardziej przezwisk niż przydomków.
Pierwotnym herbem tej rodziny był herb z półksiężycem i gwiazdą, zapewne kaszubskiego pochodzenia. Następnie utożsamiono go z Leliwą. Odmiana z trzema piórami strusimi w klejnocie pojawiła się w XVIII wieku.